# Maximilian Beyer
Maximilian Beyer (Nordhausen, 28 de dezembro de 1993) é um desportista alemão que compete no ciclismo nas modalidades de pista, especialista nas provas de perseguição por equipas e pontuação, e rota.
Ganhou uma medalha de bronze no Campeonato Mundial de Ciclismo em Pista de 2015 e três medalhas no Campeonato Europeu de Ciclismo em Pista entre os anos 2012 e 2019.

## Medalheiro internacional
| Campeonato Mundial | Campeonato Mundial         | Campeonato Mundial | Campeonato Mundial      |
| Ano                | Lugar                      | Medalha            | Competição              |
| ------------------ | -------------------------- | ------------------ | ----------------------- |
| 2015               | Saint-Quentin ( França)    | Medalha de bronze  | Pontuação               |
| Campeonato Europeu |                            |                    |                         |
| Ano                | Lugar                      | Medalha            | Competição              |
| 2012               | Panevėžys ( Lituânia)      | Medalha de prata   | Perseguição por equipas |
| 2017               | Berlim ( Alemanha)         | Medalha de bronze  | Pontuação               |
| 2019               | Apeldoorn ( Países Baixos) | Medalha de bronze  | Madison                 |

## Palmarés
- 2014
  - 1 etapa do Tour de Berlim

- 2016
  - 2 etapas do Bałtyk-Karkonosze Tour
  - 1 etapa do Dookoła Mazowsza

- 2017
  - 1 etapa do Bałtyk-Karkonosze Tour